# Los Lunas, Novi Meksiko

Los Lunas je selo u okrugu Valenciji u američkoj saveznoj državi Novom Meksiku. Prema popisu stanovništva SAD 2010. u Los Lunasu je živjelo 14.835 stanovnika. Sjedište je okruga Valencije.

## Zemljopis
Nalazi se na 34°48′34″N 106°44′7″W / 34.80944°N 106.73528°W (34.809336, -106.735247). Prema Uredu SAD-a za popis stanovništva, zauzima 26 km2 površine, sve suhozemne.

## Stanovništvo
Prema podatcima popisa 2000. u Los Lunasu bilo je 10 034 stanovnika, 3601 kućanstva i 2689 obitelji, a stanovništvo po rasi bili su 64,14% bijelci, 1,16% afroamerikanci, 2,62% Indijanci, 0,50% Azijci, 0,06% tihooceanski otočani, 27,63% ostalih rasa, 3,90% dviju ili više rasa. Hispanoamerikanaca i Latinoamerikanaca svih rasa bilo je 58,74%.

## Vanjske poveznice
- Službene stranice